# Scotocerca inquieta

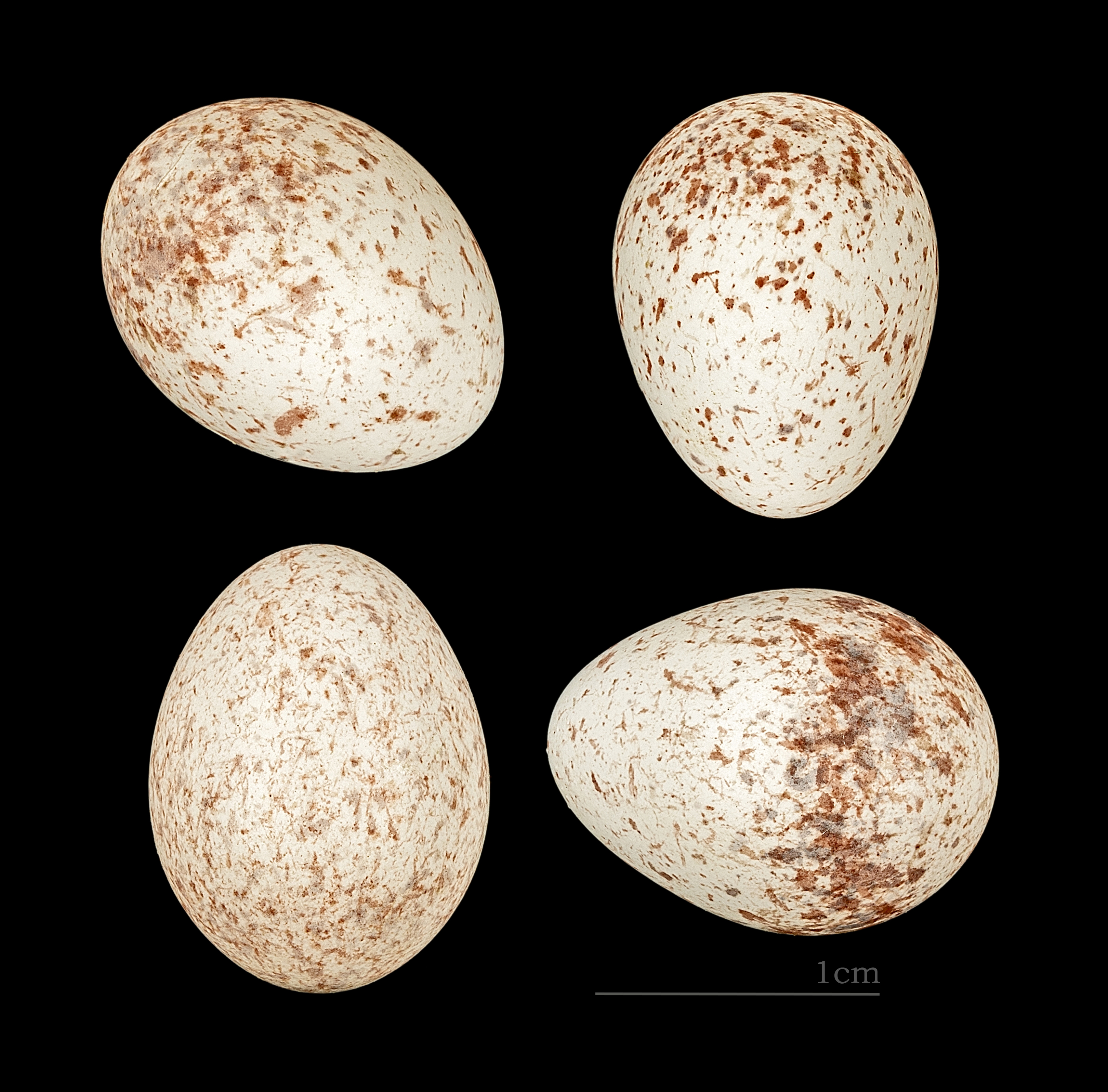
Huevos de Scotocerca inquieta saharae MHNT

La prinia desértica (Scotocerca inquieta) es una especie de ave paseriforme propia del norte de África y Oriente Medio. Es la única especie de la familia Scotocercidae, y el género Scotocerca. Anteriormente se clasificaba en la familia Cisticolidae.

## Distribución
Se encuentra en Afganistán, Argelia, Egipto, Irán, Israel, Jordania, Kazajistán, Líbano, Libia, Mauritania, Marruecos, Omán, Pakistán, Palestina, Rusia, Arabia Saudita, Siria, Tayikistán, Túnez, Turkmenistán, Emiratos Árabes Unidos, Uzbekistán y Yemen.